# La Patrouille infernale
Pour plus de détails, voir Fiche technique et Distribution.
La Patrouille infernale (titre original : Beachhead) est un film américain réalisé par Stuart Heisler, sorti en 1954.

## Synopsis
Pendant la Seconde guerre mondiale, tandis que le conflit entre le Japon et les États-Unis fait rage, deux soldats américains survivent à un affrontement sur une petite île contrôlée par les Japonais. Leur mission : Délivrer le Français Bouchard et sa fille Nina, détenus en otages.

## Fiche technique
- Titre original : Beachhead
- Réalisation : Stuart Heisler
- Scénario : Richard Alan Simmons d'après le roman de Richard G. Hubler
- Photographie : Gordon Avil
- Montage : John F. Schreyer
- Musique : Arthur Lange et Emil Newman
- Costumes : Wesley Jeffries
- Producteur : Howard W. Koch
- Société de production :  Aubrey Schenck Productions
- Société de distribution :  United Artists
- Pays de production :  États-Unis
- Format : Couleur (Technicolor) — 35 mm — 1,37:1 — Son : Mono (Western Electric Recording)
- Genre : Film dramatique, Film de guerre
- Durée : 90 minutes (1 h 30)
- Dates de sortie :
  - États-Unis : 5 février 1954
  - France : 27 août 1954 (Paris)

## Distribution
- Tony Curtis (VF : Roland Ménard) : Burke
- Frank Lovejoy (VF : Claude Péran) : le sergent Fletcher
- Mary Murphy : Nina Bouchard
- Eduard Franz (VF : Georges Chamarat) : J-P. Bouchard
- Skip Homeier (VF : Marc Cassot) : Reynolds
- John Doucette (VF : Jean-Henri Chambois) : le major Scott
- Alan Wells : Biggerman